# بیگم کوتوک
بیگم کوتوک (انگلیسی: Begüm Kütük؛ زادهٔ ۲۷ اوت ۱۹۸۰) بازیگر، مدل اهل ترکیه است.
از فیلم‌ها یا برنامه‌های تلویزیونی که وی در آن نقش داشته‌است می‌توان به کمدی عاشقانه، چکاوک اشاره کرد.